# Kulturhuset Karelia
Kulturhuset Karelia är ett finlandssvenskt kulturhus i Ekenäs i Raseborg i det finländska landskapet Nyland. Kulturhuset har drivits av Föreningen Kulturhuset Karelia i Ekenäs sedan 2008. Olika slags evenemang så som teater, musik, stand-up och dans ordnas i kulturhuset på svenska och finska. Evenemang ordnas av både kulturhuset själv och utomstående aktörer.
Kulturhuset Karelias verksamhet stöds av Svenska kulturfonden, Konstsamfundet, Europeiska unionen, Raseborgs stad, Finlands undervisnings- och kulturministeriet samt med olika stiftelser.